# Ente di decentramento regionale di Trieste
L'ente di decentramento regionale di Trieste (in sloveno Tržaška deželna ustanova decentralizacije), istituito nel 2019 in seguito alla soppressione delle Unioni Territoriali Intercomunali, è formato da 6 comuni per un totale di 228 048 abitanti e confina ad ovest con l'ente di decentramento regionale di Gorizia e a nord ed est con la Slovenia (Goriziano e Litorale-Carso).
I confini territoriali dell'ente corrispondono a quelli della provincia di Trieste, soppressa nel 2017.

## Società
Il territorio dell'ente di decentramento regionale di Trieste è stato classificato da il Sole 24 Ore primo per la qualità della vita in Italia nel 2005, nel 2009 e nel 2021.
| Anno | Qualità della Vita(Sole 24 Ore)Territorio provinciale | Rapporto Ecosistema Urbano (Legambiente) |
| ---- | ----------------------------------------------------- | ---------------------------------------- |
| 2004 | 6°                                                    | n.d.                                     |
| 2005 | 1° (+5)                                               | n.d.                                     |
| 2006 | 2° (-1)                                               | n.d.                                     |
| 2007 | 9° (-7)                                               | n.d.                                     |
| 2008 | 6° (+3)                                               | n.d.                                     |
| 2009 | 1° (+5)                                               | n.d.                                     |
| 2010 | 4° (-3)                                               | n.d.                                     |
| 2011 | 4° (=)                                                | n.d.                                     |
| 2012 | 5° (-1)                                               | n.d.                                     |
| 2013 | 13° (-8)                                              | n.d.                                     |
| 2014 | 28° (-15)                                             | n.d.                                     |
| 2015 | 34° (-6)                                              | 72°                                      |
| 2016 | 10° (+24)                                             | 64° (+8)                                 |
| 2017 | 6° (+4)                                               | 39° (+25)                                |
| 2018 | 6° (=)                                                | 29° (+10)                                |
| 2019 | 5° (+1)                                               | 30° (-1)                                 |
| 2020 | 5° (=)                                                | 40° (-10)                                |
| 2021 | 1° (+3)                                               | 12° (+28)                                |
| 2022 | 7° (-6)                                               | 15° (-3)                                 |

| Anno | Qualità della Vita (Sole 24 ORE) - Territorio Provinciale | Qualità della Vita (Sole 24 ORE) - Territorio Provinciale | Qualità della Vita (Sole 24 ORE) - Territorio Provinciale |
|      | BAMBINI 0-10 ANNI                                         | GIOVANI 18-35 ANNI                                        | ANZIANI OVER 65                                           |
| 2021 | 33°                                                       | 14°                                                       | 18°                                                       |
| 2022 | 28° (+5)                                                  | 25° (-11)                                                 | 29° (-11)                                                 |

## Comuni
| Stemma | Comune                  | Popolazione | Superficie | Altitudine | Codice ISTAT |
| ------ | ----------------------- | ----------- | ---------- | ---------- | ------------ |
|        | Duino-Aurisina          | 8 440       | 45,17      | 144        | 032001       |
|        | Monrupino               | 862         | 12,68      | 418        | 032002       |
|        | Muggia                  | 12 925      | 13,66      | 2          | 032003       |
|        | San Dorligo della Valle | 5 775       | 24,51      | 106        | 032004       |
|        | Sgonico                 | 1 993       | 31,31      | 278        | 032005       |
|        | Trieste                 | 200 454     | 84,49      | 2          | 032006       |